# Brignemont
Brignemont is een gemeente in het Franse departement Haute-Garonne (regio Occitanie) en telt 328 inwoners (2004). De plaats maakt deel uit van het arrondissement Toulouse.

## Geografie
De oppervlakte van Brignemont bedraagt 22,4 km², de bevolkingsdichtheid is 14,6 inwoners per km².
De onderstaande kaart toont de ligging van Brignemont met de belangrijkste infrastructuur en aangrenzende gemeenten.

## Demografie
Onderstaande figuur toont het verloop van het inwonertal (bron: INSEE-tellingen).